# Iglesia ortodoxa griega de los Santos Constantino y Elena
La Iglesia Ortodoxa Griega de los Santos Constantino y Elena o también conocida como Parroquia Ortodoxa Griega de los Santos Constantino y Elena, es una iglesia perteneciente a la comunidad ortodoxa, templo dedicado a los Santos de Constantino y Elena. Ubicada en Avenida Grecia 2461, esquina Pedro de Valdivia en la comuna de Ñuñoa, en la ciudad de Santiago de Chile.

## Historia
Bajo la necesidad de un lugar de encuentro y de oración para la comunidad de griegos en Chile, en 1957 se comienza a proyectar la iglesia y dónde estaría emplazada, eligiéndose así la esquina Pedro de Valdivia con Av. Grecia, por ser una esquina con elementos simbólicos griegos. Tales como el nombre de «Grecia» de la avenida principal, el monumento al Discóbolo del Estadio Nacional, los nombres griegos de las calles de la «Villa Olímpica» y la existencia del Centro de Estudios Griegos de la Universidad de Chile. Pero por falta de recursos el quedó vacío por años.
El Arzobispo Makarios de Chipre de visita en Chile en 1966 realizó una gran donación, siendo la primera ayuda para la edificación de la Iglesia. Se comienza con la construcción del templo el año 1969 con fondos proporcionados por la comunidad Griega, Cónsul Mustakis y de Dimitrios Losifides entre otros. Doce años más tarde, en 1981, se da por terminada la Iglesia para la comunidad helenística.
La construcción de la Iglesia se inicia en 1969 y se termina en 1981; el proyecto fue realizado por el arquitecto Fernando Román Valenzuela con la empresa constructora DESCO.

## Sobre la religión

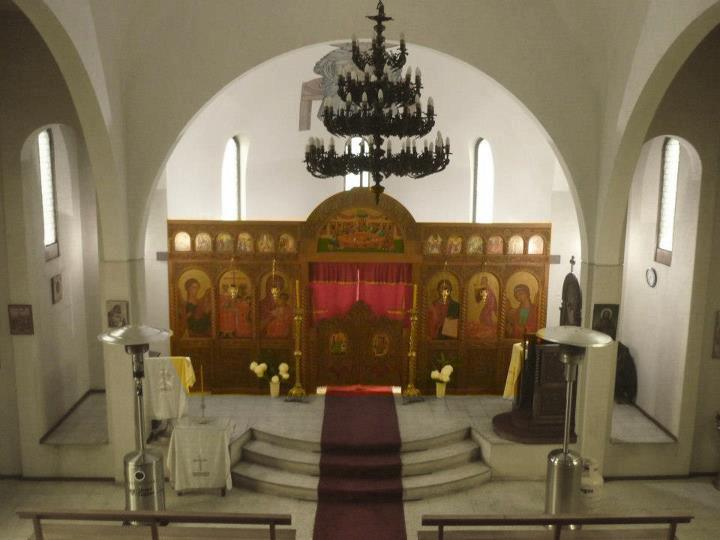
Interior de la iglesia.

Al ser de tipo Ortodoxa, sigue la misma línea de fe que todas llamadas así, quiere decir que es una comunidad cristiana, que se remonta a Jesús y a los doce apóstoles. 
Las misas que se realizan son dirigidas por el sacerdote, con la ayuda de un diácono y un ayudante de altar. Siendo acompañados también por el coro, el cual realiza el canto a capela, la misma voz hace de instrumento, cantan el canto de los querubines.

## Arquitectura

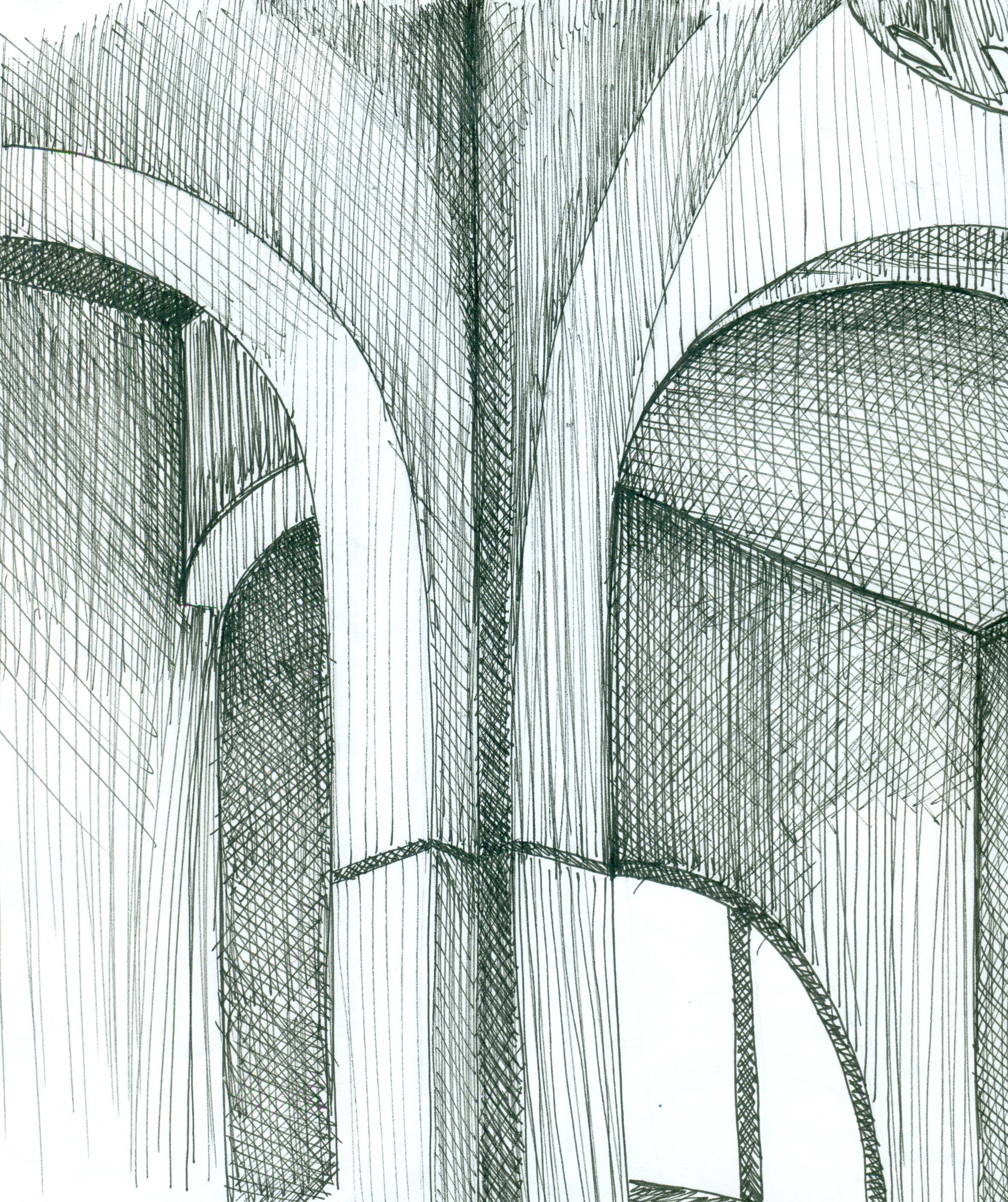
Croquis de la unión arco pilar.

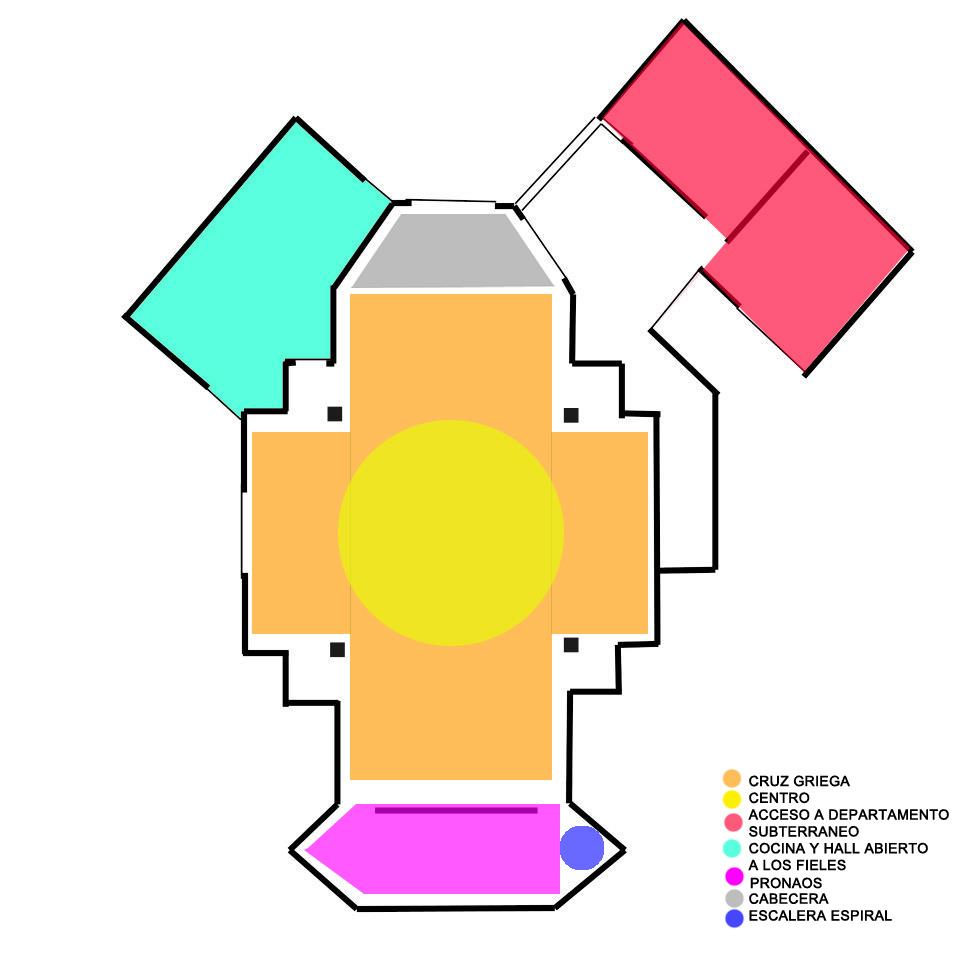
Planta esquemática.

La iglesia está sobre un podio. Su diseño respeta el entramado de piso que corresponde a la cruz griega, integrada por una nave central y un crucero, en el nivel más alto del techo se proyecta una cúpula que está encima de una pechina (forma geométrica derivada de un cuadrado dentro de una semiesfera), forma típica de la arquitectura bizantina. 
La construcción está hecha en hormigón armado y aligerado para la cúpula, sus muros hacen referencia a la mampostería griega. la decoración consta de piedras , mosaicos y vitrales, el altar se encuentra sobre un podio La orientación de esta Iglesia es hacia Constantinopla, siendo el ala en donde está la Cruz de Cristo.
En la ornamentación de la iglesia existen varios retablos, el más importante es el que se ubica en el altar, especie de biombo en donde el sacerdote inicia sus rezos, y hace pausas mientras sus diáconos siguen con la liturgia. Este es llamado Iconostasis y es un pared de madera tallada en la cual lleva puesto los iconos Pantocrátor, que es Cristo redentor, Theotokos (Virgen María), luego encontramos en el Iconostasis a los Santos Constantino y Elena quienes son los patrones de esta iglesia,  finalmente a los arcángeles.

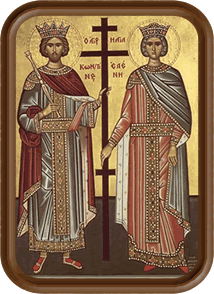
Santos Constantino y Elena.

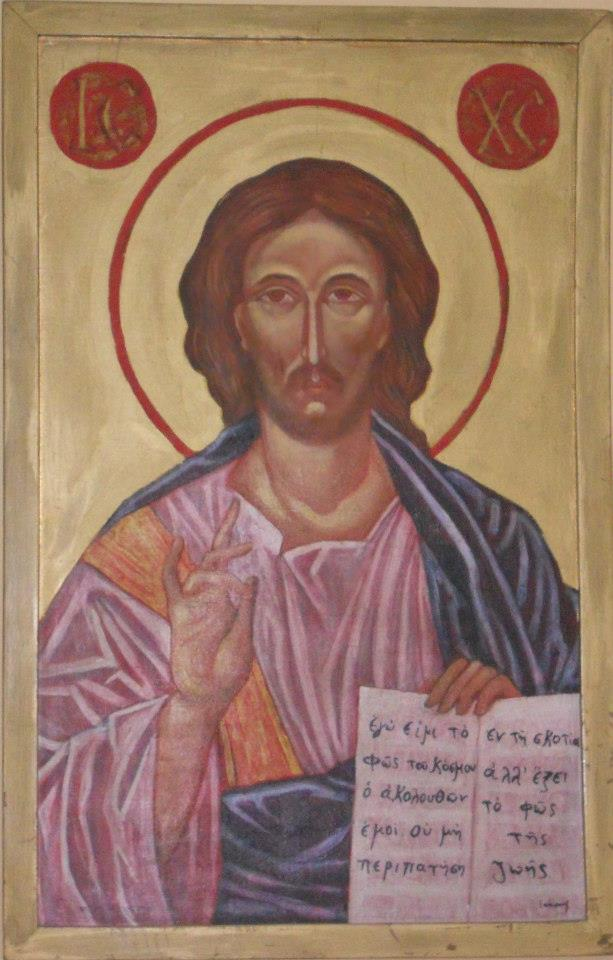
Pantocrátor.

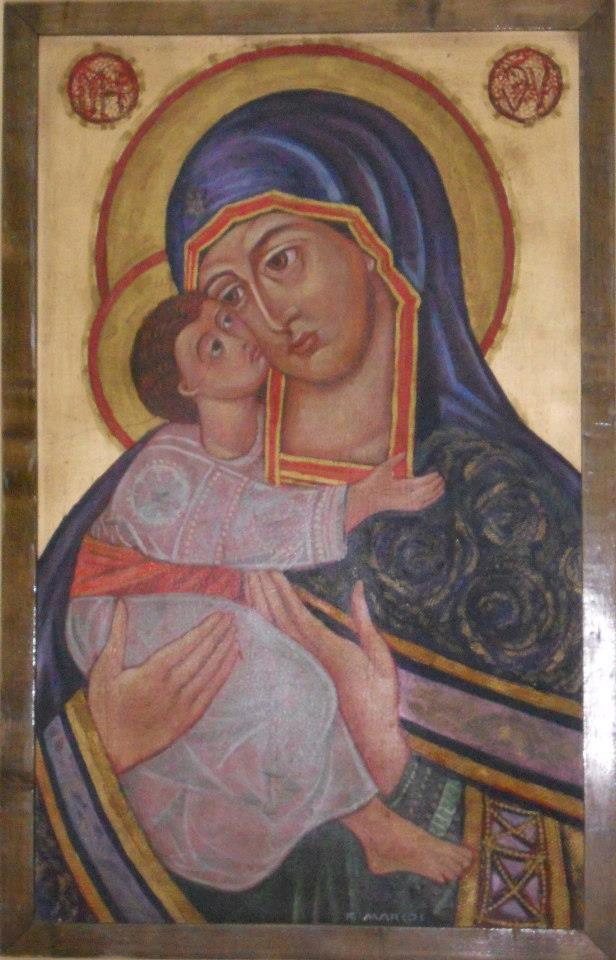
Theotokos.

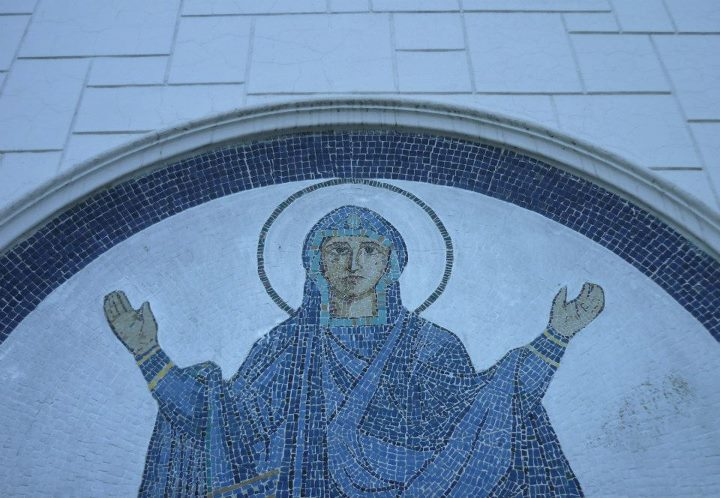
Detalle en mosaico de la Virgen María.

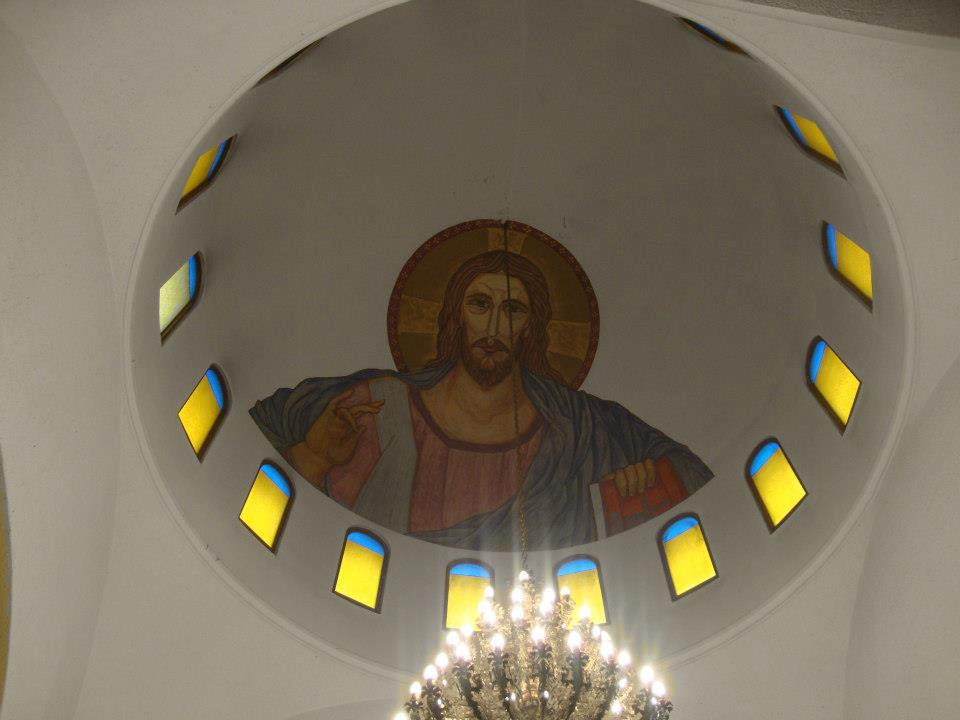
Imagen de Cristo en la cúpula.

Estos retablos poseen una temática religiosa en relación con la divulgación de las doctrinas cristianas ortodoxas, cabe destacar el colorido del dibujo destacan los dorados y rojos, la composición es sencilla, de fácil lectura, suelen parecer algo desproporcionadas entre las figuras humanas. 
Estas también van jerarquizadas según el tamaño de la figura representada, mientras más importante es el ícono mayor es su tamaño. 
En las cúpulas se suele representar al pantocrátor, imagen majestuosa de Cristo como ser supremo. En la bóveda del ábside se representa a la virgen.
Los mosaicos también están presentes en la iglesia, en el frontis de la iglesia está representada la virgen, lo que nos demuestra que es una iglesia de tipo mariana, consiste en una composición frontal, una figura rígida, es bastante simétrica., los rostros de estos mosaicos no representan ningún sentimiento, más bien las representaciones están carentes de naturalidad y realismo, ya que pretenden ser simbólicas e idealizadas.